# Шлайфрайзен
Шлайфрайзен (нем. Schleifreisen) — община в Германии, в земле Тюрингия. 
Входит в состав района Заале-Хольцланд. Подчиняется управлению Хермсдорф.  Население составляет 433 человека (на 31 декабря 2010 года). Занимает площадь 7,02 км².